# USS Defiance (AMc-73)
USS Defiance (AMc-73) – trałowiec typu Accentor. Pełnił służbę w United States Navy w czasie II wojny światowej.
Jego stępkę położono 10 kwietnia 1941 w Herreshoff Manufacturing Co. w Bristol (Rhode Island). Zwodowano go 21 czerwca 1941. Wszedł do służby 24 listopada 1941.
W czasie wojny pełnił służbę na Atlantyku w pobliżu wschodniego wybrzeża USA w 10. Dystrykcie Morskim.
Wycofany ze służby w 1945. Skreślony z listy jednostek floty w 1945.